# Sare (chimie)
Sărurile sunt combinații cu structură ionică, în general, formate prin neutralizarea unui acid cu o bază. Se mai pot obține în urma reacțiilor dintre un acid și o altă sare, dintre metale (sau oxizii lor) și acizi, sau prin combinarea directă a elementelor. Se mai pot obține prin combinarea unui metal cu un metaloid.
Sărurile sunt electroliți tari, în soluții apoase fiind, în general, disociate în ioni.

## Clasificare

### Săruri  neutre
- NaCl — clorură de sodiu
- CaCO3 — carbonat de calciu
- CuSO4 — sulfat de cupru (II)
- ZnCl2 — clorură de zinc
- FeCl3 — clorură de fier (III)
- AgNO3 — azotat de argint
- Na2CO3 — carbonat de sodiu
- Na2SO4 — sulfat de sodiu

### Săruri acide
- NaHCO3 — carbonat acid de sodiu (hidrogenocarbonat de sodiu)
- NaHSO4 — sulfat acid de sodiu (hidrogenosulfat de sodiu)
- Ca(HCO3)2 — carbonat acid de calciu (hidrogenocarbonat de calciu)

### Săruri bazice
- ZnOHCl — Hidroxiclorit de Zinc
- FeOHCl2 — Hidroxiclorit de Fier
- Fe(OH)2Cl — Dihidroxiclorit de Fier

## Proprietăți fizice
Sărurile sunt substanțe solide, cristalizate, albe sau colorate. Unele se dizolvă în apă, altele sunt insolubile.